# Swartzia aureosericea
Swartzia aureosericea är en ärtväxtart som beskrevs av John Macqueen Cowan. Swartzia aureosericea ingår i släktet Swartzia och familjen ärtväxter. IUCN kategoriserar arten globalt som starkt hotad. Inga underarter finns listade i Catalogue of Life.